# Косово (Брегово)
Косово (буг. Косово) је село у општини Брегово, Видинска област, Бугарска. Према подацима пописа из 2021. године село је имало 232 становника (према попису из 2011. било је 367 становника).
Косово је влашко село и први пут се помиње 1450. године у турском пореском попису. Село је после Првог светског рата одвојено од суседног Ковилово који се данас налази на српској територији у општини Неготин. Пре Првог светског рата граница је ишла реком Тимок.
Косово се налази у близини границе са Србијом. Од општинског центра, Брегова, удаљено је 6 km, а од Видина 27 km. Село има основну школу „Свети Кирило и Методије”, читалиште „Просвета” и цркву Вазнесења Господњег.